# David Allen
David W. Allen (Los Angeles, 1944. október 22. – Burbank, 1999. augusztus 16.) Oscar-díjra jelölt amerikai film- és televíziós stop-motion (báb)animátor. Olyan produkciókhoz készített speciális effektusokat, mint az Üvöltés, Homályzóna, Az ifjú Sherlock Holmes és a félelem piramisa, a Willow, valamint a Drágám, a kölykök összementek!. Hosszú évekig dolgozott együtt Charles Band producerrel olyan filmeken, mint a Babák, a Gyilkos bábok-sorozat, a Re-Animator 2., Subspecies és a Démoni játékok.

## Pályafutása
Egészen 1999-ben bekövetkezett haláláig Allen saját produkcióján, a The Primevals című film stop-motion effektjein dolgozott. Ez a projekt karrierje korai szakaszából az 1960-as évek végéig nyúlik vissza, amikor egy epikus fantáziát mutatott be a Hammer Film vezetőinek. Az ötletet hosszú évek alatt fejlesztette ki, és 1978-ban Charles Banddel megkezdte a produkció munkálatait. A filmről abban az évben címlapsztorit írt a Cinefantastique Magazine, de az érdeklődés ellenére a gyártást leállították. A film Allen szenvedélyes projektje volt, és több mint 50 éves fejlesztés után posztumusz mutatták be 2023. július 23-án a Fantasia Film Fesztiválon, Kanadában.
David Allen Charles Banddel továbbra is hosszú távú munkakapcsolatot ápolt, animációkat és egyéb vizuális effektusokat gyártva horror és fantasy sorozatokhoz, amelyeket a 80-as és 90-es években a Paramount Pictures moziban vagy közvetlenül a videopiacokon adott ki. A sorozat néhány darabja: Puppet Master-filmek, Prehysteria, a Demonic Toys-filmek és különféle lenyűgöző, egyszeri produkciók, például a dinoszauruszok csontvázai, amelyek életre kelnek és harcolnak a Doktor Mordrid című filmben.

## Magánélete
1995-ben Allen feleségül vette Donita Woodruffot, akivel 1990-ben ismerkedett meg. Woodruff megtudta, hogy Allen korábban, 1985-től egy Valerie Taylor nevű nővel járt, ami később szóbeli konfliktushoz vezetett Woodruff és Taylor között. Woodruff gyanította, hogy Taylornak bűnözői múltja van, és elég bizonyítékot talált ahhoz, hogy letartóztassa a rendőrséggel 1996-ban, egy 1979-es dél-karolinai gyilkosság miatt. Taylor önvédelemre hivatkozott, és két évet ült a börtönben. Allen és Woodruff 1998-ban elváltak.

## Vizuális effektusok
- 2023 The Primevals (Író, Rendező, Speciális Effektus) (Special project from Charles Band, completed posthumously)
- 1996 The Legend of Galgameth (visual effects supervisor)
- 1996 Special Effects: Anything Can Happen (documentary short) (stop motion animator: King Kong sequence)
- 1996 Galaktikus támadás  (The Arrival, (1996) (vizuális effektus)
- 1996 Oblivion 2: Backlash (visual effects director – as David Allen)
- 1994 Gyilkos bábok 5. (báb effekt)
- 1994 Shrunken Heads (visual effects coordinator – as David Allen)
- 1994 Oblivion (special visual effects)
- 1994 Bloodlust: Subspecies III (stop motion supervisor)
- 1993 Gyilkos bábok 4. (báb effekt)
- 1993 Dollman vs. Demonic Toys (video) (special effects animation)
- 1993 Freaked (stop motion animation)
- 1993 Prehysteria! (special effects)
- 1993 Robot Wars (visual effects supervisor)
- 1992 Doctor Mordrid (special effects animation, visual effects – as David Allen)
- 1992 Démoni játékok (stop motion animáció)
- 1991 Puppet Master III: Toulon's Revenge (stop motion animátor, vizuális effektus)
- 1991 Subspecies (visual effects director)
- 1991 Oscar (főcím animáció, vizuális effektus)
- 1991 Gyilkos bábok 2. (vizuális effektus)
- 1990 Robot Jox (vizuális effektus)
- 1990 Bride of Re-Animator (special effects – as David Allen, special effects supervisor: David Allen Productions, special makeup effects: David Allen Productions, stop motion animation and miniatures: David Allen Productions)
- 1989 Gyilkos bábok (videó) (báb animátor, vizuális effektus)
- 1989 Enemies, a Love Story (special effects)
- 1989 Honey, I Shrunk the Kids (stop motion animator/stop motion ant crew, stop motion animator: ant sequence – as David Allen)
- 1989 Szellemírtók 2. (character performer: ILM – as David Allen)
- 1988 Ghoulies II (stop motion sequences)
- 1988 Willow (chief puppeteer – as David Allen)
- 1988 Pulse Pounders (visual effects supervisor)
- 1987 *batteries not included (chief puppeteer: uncredited; ILM visual effects: credited as rod puppet and stop motion supervisor)
- 1987 Babák (speciális-vizuális effektusok)
- 1986 Eliminators (special optical effects)
- 1985 Ifjú Sherlock Holmes és a félelem piramisa(wd) (chief puppeteer – as David Allen, pastry sequence motion supervisor: ILM – as David Allen)
- 1985 The Stuff (special visual effects – as David Allen)
- 1984 Ragewar (visual effects designer – as David Allen)
- 1983 Twilight Zone: The Movie (visual effects – segment 4 / as David Allan)
- 1983 The Hunger (stop motion animator: monkey sequence – as David Allen)
- 1982 Q (special visual effects – as David Allen)
- 1982 White Dog (prosthetics)
- 1981 Caveman (visual effects supervisor – as David Allen)
- 1981 The Howling (stop motion animation – as David Allen)
- 1980 The Day Time Ended (dimensional animation – as David Allen, technical advisor – as David Allen)
- 1980 Witches' Brew (creator: "Lucifer" demon – as David Allen)
- 1978 Laserblast (animation effects)
- 1977 The Crater Lake Monster (stop motion supervisor)
- 1974 Flesh Gordon (stop motion)
- 1970 When Dinosaurs Ruled the Earth (stop motion effects)
- 1970 Equinox (special photographic effects, stop motion effects)

## Fordítás
Ez a szócikk részben vagy egészben  a   David W. Allen című angol Wikipédia-szócikk ezen változatának fordításán alapul.  Az eredeti cikk szerkesztőit annak laptörténete sorolja fel. Ez a jelzés csupán a megfogalmazás eredetét és a szerzői jogokat jelzi, nem szolgál a cikkben szereplő információk forrásmegjelöléseként.